# 杓哇土族乡
杓哇土族乡是中华人民共和国甘肃省甘南藏族自治州卓尼县下辖的一个民族乡。

## 行政区划
杓哇土族乡下辖以下村级行政区划单位：
光尕村和大庄村。